# Bryocamptus hutcinsoni
Bryocamptus hutcinsoni är en kräftdjursart som beskrevs av Andreas Kiefer 1929. Bryocamptus hutcinsoni ingår i släktet Bryocamptus och familjen Canthocamptidae. Inga underarter finns listade i Catalogue of Life.